# HD 79917
HD 79917 (nota anche come l Velorum) è una stella gigante arancione di magnitudine 4,92 situata nella costellazione delle Vele. In base alle recenti misurazioni della parallasse stellare effettuate dal satellite Gaia, la sua distanza dal sistema solare è stimata in 225 anni luce.

## Osservazione
Si tratta di una stella situata nell'emisfero celeste australe. La sua posizione moderatamente australe fa sì che questa stella sia osservabile specialmente dall'emisfero sud, in cui si mostra alta nel cielo nella fascia temperata; dall'emisfero boreale la sua osservazione risulta invece più penalizzata, specialmente al di fuori della sua fascia tropicale. La sua magnitudine pari a 4,92 fa sì che possa essere scorta a occhio nudo solo con un cielo sufficientemente libero dagli effetti dell'inquinamento luminoso.
Il periodo migliore per la sua osservazione nel cielo serale ricade nei mesi compresi fra febbraio e giugno; nell'emisfero sud è visibile anche per buona parte dell'inverno, grazie alla declinazione australe della stella, mentre nell'emisfero nord può essere osservata limitatamente durante i mesi primaverili boreali.

## Caratteristiche fisiche
La stella è una gigante arancione; possiede una magnitudine assoluta di 0,73 e la sua velocità radiale positiva di +1,6 km/s indica che la stella si sta allontanando dal sistema solare.
La sua classificazione stellare K1III, indica che la stella ha esaurito la riserva di idrogeno nel nucleo, si è raffreddata e quindi allontanata dalla sequenza principale.
Ha un raggio che è 12,6 volte quello solare e, dalla sua fotosfera allargata, irradia una luminosità 67 volte maggiore di quella solare, con una temperatura efficace di 4 643 K.